# Mitch McGary
Mitch McGary (Chesterton, 6 de junho de 1992) é um ex-jogador de basquete norte-americano que jogou na NBA, atuou pelo time de Oklahoma City Thunder e que foi posteriorimente jogador de boliche de forma profissional. Foi draftado em 2014 na primeira rodada pelo Oklahoma City Thunder.